# Сагино (округ)
Са́гино (англ. Saginaw County) — округ в штате Мичиган, США. Официально образован 9 февраля 1835 года. По состоянию на 2010 год, численность населения составляла 200 169 человек.

## География
По данным Бюро переписи США, общая площадь округа равняется 2 113,442 км2, из которых 2 072,002 км2 суша и 41,440 км2 или 1,900 % это водоёмы.

## Население
По данным переписи населения 2010 года в округе проживает 200 169 жителей в составе 79 011 домашних хозяйств и 52 287 семей. Плотность населения составляет 96,60 человек на км2. На территории округа насчитывается 86 844 жилых строений, при плотности застройки около 41,90-ти строений на км2. Расовый состав населения: белые — 70,50 %, афроамериканцы — 18,60 %, коренные американцы (индейцы) — 0,30 %, азиаты — 1,00 %, гавайцы — 0,00 %, представители других рас — 7,80 %, представители двух или более рас — 0,10 %. Испаноязычные составляли 0,00 % населения независимо от расы.
В составе 30,50 % из общего числа домашних хозяйств проживают дети в возрасте до 18 лет, 45,40 % домашних хозяйств представляют собой супружеские пары проживающие вместе, 16,00 % домашних хозяйств представляют собой одиноких женщин без супруга, 33,80 % домашних хозяйств не имеют отношения к семьям, 28,20 % домашних хозяйств состоят из одного человека. Средний размер домашнего хозяйства составляет 2,44 человека, и средний размер семьи 2,99 человека.
Возрастной состав округа: 23,40 % моложе 18 лет, 10,60 % от 18 до 24, 22,90 % от 25 до 44, 27,80 % от 45 до 64 и 27,80 % от 65 и старше. Средний возраст жителя округа 40 лет. На каждые 100 женщин приходится 93,60 мужчин. На каждые 100 женщин старше 18 лет приходится 90,40 мужчин.
Средний доход на домохозяйство в округе составлял 41 938 USD, на семью — 52 243 USD. Среднестатистический заработок мужчины был 27 691 USD против 16 488 USD для женщины. Доход на душу населения составлял 21 025 USD. Около 12,40 % семей и 16,90 % общего населения находились ниже черты бедности, в том числе — 24,10 % молодежи (тех, кому ещё не исполнилось 18 лет) и 10,10 % тех, кому было уже больше 65 лет.